# 第聶伯羅夫卡 (羅茲多爾市鎮)
第聶伯羅夫卡（烏克蘭語：Дніпровка）是位於烏克蘭東南部的村莊，由扎波羅熱州瓦西里夫卡區的羅茲多爾市鎮負責管轄。該村始建於1922年，面積1.02平方公里，海拔高度93米，2001年人口130，人口密度每平方公里127.5人。